# La hipótesis del amor
La hipótesis del amor es una novela de romance de Ali Hazelwood, publicada el 14 de septiembre de 2021 por Berkley Books . Publicada originalmente en línea en 2018 como un fan fiction de Star Wars con el nombre de Head Over Feet, sobre una relación ficticia entre Rey y Kylo Ren también conocidos como "Reylo", la novela sigue a una estudiante de doctorado y a un profesor de la Universidad de Stanford que fingen estar en una relación. 

## Antecedentes e inspiración
Publicado originalmente en línea en 2018 como un trabajo fan fiction de Star Wars por el nombre Head Over Feet, sobre el ship "Reylo" entre Rey y Kylo Ren,   posteriormente los personajes principales pasaron a llamarse Olive y Adam (este último inspirado en Adam Driver) en la publicación física de la novela, con todas sus referencias explícitas a Star Wars eliminadas y con los personajes de la ilustración de la portada de la novela diseñados a partir de Driver y Daisy Ridley .  

## Sinopsis
La hipótesis del amor sigue a Olive, personaje principal, en su intento de convencer a su mejor amiga, Anh, de que piense que su vida amorosa va muy bien. Para convencer a Anh, finge salir con su profesor, Adam. Olive y Adam intentan convencer a todos los que les rodean de que están enamorados. Pero mientras convencen a todos, olvidan que se supone que sus sentimientos son falsos. ¿Cuánto tiempo les tomará a Olive y Adam darse cuenta de que ya no quieren fingir? 

## Personajes
- Olive Smith: estudiante de doctorado en biología de tercer año en la Universidad de Stanford, investigadora el cáncer de páncreas, la enfermedad por la que su madre murió. Ella finge una relación con el Dr. Adam Carlsen para convencer a su amiga, Anh, de que superó a su exnovio. El libro está escrito desde su perspectiva.
- Dr. Adam Carlsen: es un joven profesor descrito por sus alumnos como duro e hipercrítico. La universidad congeló sus fondos de investigación porque les preocupa que piense en irse otra universidad. Adam acuerda fingir una relación con Olive para hacer creer al departamento de ciencias que planea quedarse en Stanford.
- Anh Pham: es la mejor amiga de Olive, ella la empuja a probar cosas nuevas con Adam sin saber que su relación es falsa. A Ahn le gusta Jeremy, el exnovio de Olive.
- Malcolm: es el compañero de cuarto y amigo de Olive, gay, que luego termina saliendo con el Dr. Rodríguez.
- Dr. Tom Benton:  es profesor de la Universidad de Harvard y amigo de Adam. Le ofrece a Olive un lugar en su laboratorio cuando se entera de su investigación. Más tarde amenaza y acosa sexualmente a Olive y le roba su investigación. Termina siendo despedido de Harvard después de que Olive lo denuncia.
- Dr. Holden Rodríguez: el amigo de Adam, gay, termina saliendo con Malcolm.
- Jeremy: exnovio de Olive.

## Recepción
La hipótesis del amor es un best seller del New York Times . 
El libro recibió una reseña destacada de Library Journal  y críticas positivas de Entertainment Weekly , Shelf Awareness,  y Publishers Weekly .  Kirkus Reviews proporcionó una crítica mixta. 
En 2021, el libro fue finalista de los Goodreads Choice Awards en el género romance, quedando en segundo lugar detrás de People We Meet on Vacation con 683 votos menos de un total de 435,858 votos. 

## Adaptación cinematográfica
En octubre de 2022, se anunció que Bisous Pictures estaba desarrollando una adaptación cinematográfica de la novela.   
En julio de 2025, se anunció que Lili Reinhart y Tom Bateman habían sido elegidos para la película. Bateman es el marido de la vida real de Daisy Ridley, la inspiración para el personaje femenino principal del libro, pero interpretará al personaje inspirado y nombrado por el coprotagonista de Ridley en las películas de Star Wars, Adam Driver.